# 고마정
고마정(巨摩町)은 야마나시현 나카코마군에 있던 정이다. 현재의 미나미알프스시에 해당한다.

## 역사
- 1951년 7월 1일 - 이노촌, 게이케즈카촌이 합병해 성립하였다.
- 1954년 4월 1일 - 햐쿠타촌, 니시노촌, 이마스와촌과 합병해 시라네정이 성립하여, 동일 고마정은 폐지되었다.

## 교통

### 철도
- 야마나시 교통
  - 전차선

### 도로
- 국도 제52호선

## 참고문헌
- 角川日本地名大辞典 19 山梨県